# Nambsheim
Nambsheim település Franciaországban, Haut-Rhin megyében. Lakosainak száma 578 fő (2022. január 1.). Nambsheim Heiteren, Geiswasser, Balgau és Rustenhart községekkel határos.

## Népesség
A település népességének változása:
| Lakosok száma | 594  | 592  | 596  | 586  | 583  | 584  | 583  | 579  | 578  |
|               | 2013 | 2015 | 2016 | 2017 | 2018 | 2019 | 2020 | 2021 | 2022 |